# 사바 란젤로비치
사바 란젤로비치(세르비아어: Сава Ранђеловић, Sava Ranđelović, 1993년 7월 17일~)는 세르비아의 수구 선수로 포지션은 수비수이다. 현재 헝가리 수구 리그의 버셔시 SC와 세르비아 국가대표팀 소속으로 뛰고 있다.
세르비아 대표팀의 일원으로 2016년과 2020년, 2024년 하계 올림픽 3회 연속으로 올림픽 금메달을 획득했으며 세계 선수권 대회 금메달 1개, 동메달 1개를 획득했다.